# Androsace mollis
Androsace mollis là một loài thực vật có hoa trong họ Anh thảo. Loài này được Hand.-Mazz. mô tả khoa học đầu tiên năm 1924.

## Hình ảnh

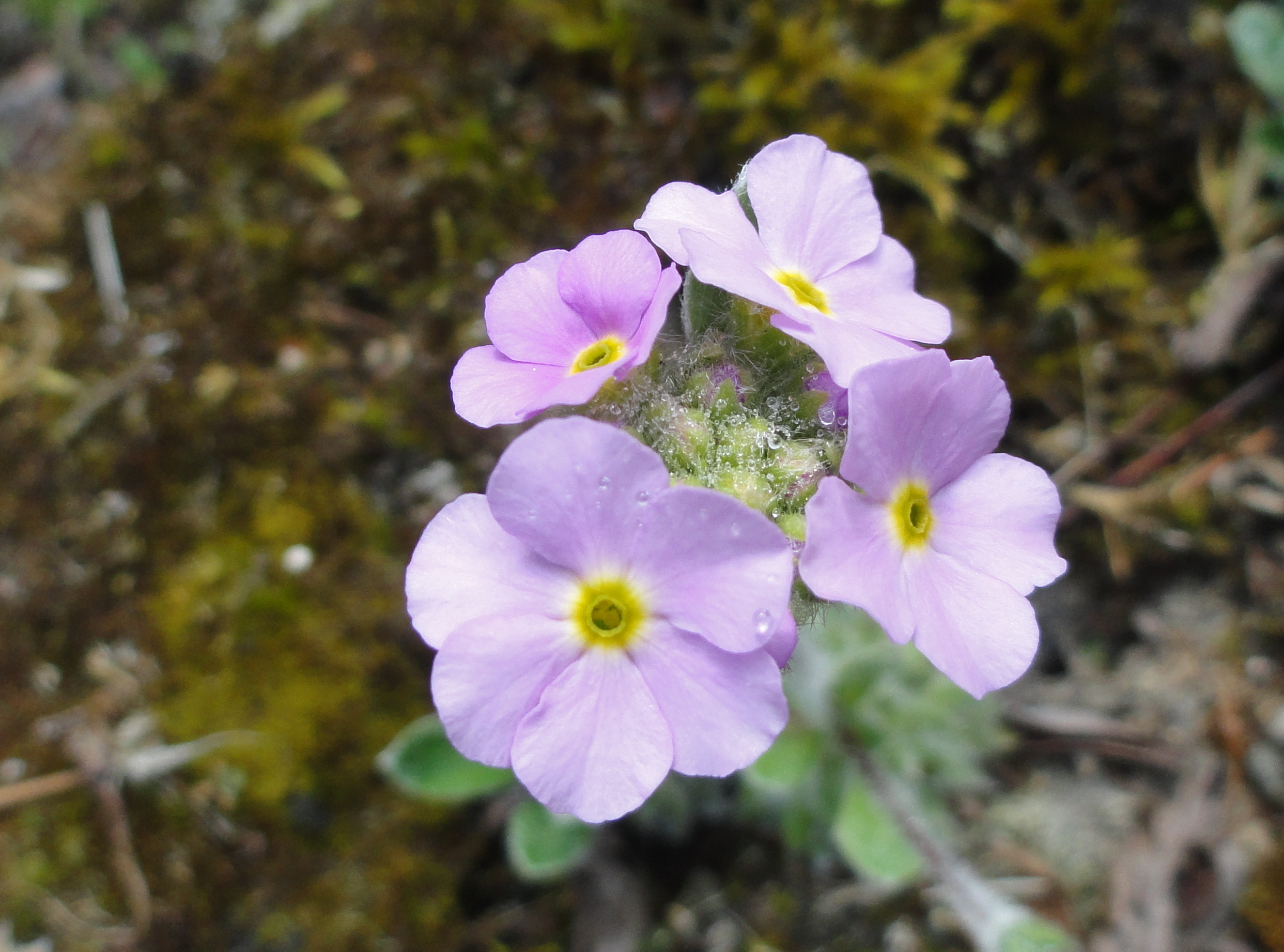